# Virgilio Ferreira
Virgilio Ferreira (Atyrá, 28 gennaio 1973) è un ex calciatore paraguaiano, di ruolo attaccante.